# Колдимосо (Торино)
Колдимосо је насеље у Италији у округу Торино, региону Пијемонт.
Према процени из 2011. у насељу је живело 161 становника. Насеље се налази на надморској висини од 458 м.